# Anzoátegui (kommun)
Anzoátegui är en kommun i Colombia.   Den ligger i departementet Tolima, i den centrala delen av landet, 130 km väster om huvudstaden Bogotá. Antalet invånare är 16 422.